# Sophronitis lobata
Sophronitis lobata là một loài lan đặc hữu của Brasil (Minas Gerais).